# Vranduk (Doboj, BiH)
Vranduk je naselje u sastavu Grada Dervente, Republika Srpska, BiH. 

## Stanovništvo
Nacionalni sastav stanovništva 1991. godine, bio je sljedeći:
ukupno: 199
- Hrvati - 195
- Srbi - 1
- ostali, neopredijeljeni i nepoznato - 3